# Wólka Zamojska
Wólka Zamojska dawniej też Wola Zamojska – wieś w Polsce położona w województwie mazowieckim, w powiecie zwoleńskim, w gminie Przyłęk. Ma status sołectwa.
| SIMC    | Nazwa      | Rodzaj    |
| ------- | ---------- | --------- |
| 1059248 | Nowa Wieś  | część wsi |
| 1059550 | Stara Wieś | część wsi |

W latach 1975–1998 miejscowość administracyjnie należała do województwa radomskiego.
Wierni Kościoła rzymskokatolickiego należą do parafii św. Floriana w Łagowie Kozienickim.